# Einar Sundén
Per Einar Sundén född 29 december 1918 i Gamlestads församling, Göteborg, död 19 juni 2011 i Högalids församling, Stockholm, var brigadör i Frälsningsarmén, sångförfattare och tonsättare.
Einar Sundén började 1938 sin officersutbildning och har därefter bland annat arbetat som kårledare vid flera kårer i Sverige och Finland. Han hade 1971–1978 flera tjänster vid Frälsningsarméns krigsskola (officersskola) och var 1978–1984 chef för Frälsningsarméns musikavdelning. Han var även ledamot i Sampsalmkommittén och finns representerad i Frälsningsarméns sångbok (FA).

## Psalmer
- Ensam och ängslig, trött och bekymrad (FA nr 456) Svenska översättningen 1980
- Ännu en gång vi firar advent (FA nr 719) Text och musik 1980